# Карасук (річка)
Карасук — річка в Новосибірської області. Губиться серед безстічних озер.
Довжина річки — 531 кілометр, площа басейну — 11,3 тис. км². Висота витоку — 190 м над рівнем моря.
Гідронім Карасук утворений від тюркських коренів «кара» — «чорний, прозорий» і «сук» — «вода, річка».
На річці розташовані села Кочки, Петропавловка, селище міського типу Краснозерське, місто Карасук.